# František Leopold Habsbursko-Lotrinský
František Leopold Habsbursko-Lotrinský (15. prosince 1794, Florencie – 18. května 1800, Vídeň) byl rakouský arcivévoda, toskánský princ a následník velkovévodského trůnu.

## Život
Narodil se 15. prosince 1794 ve Florencii, jako syn velkovévody Ferdinanda III. Toskánského a jeho manželky velkovévodkyně Luisy Marie Amélie Terezy Neapolsko-Sicilské. Jako prvorozený syn byl první v pořadí nástupnictví na toskánský velkovévodský trůn.
Zemřel 18. května 1800 ve Vídni, kde byla jeho rodina v exilu. Důvod smrti bylo podlehnutí zranění při pádu z kočáru. Po jeho smrti se následníkem trůnu stal jeho mladší bratr princ Leopold, který se stal velkovévodou roku 1824.

## Tituly a oslovení
- 15. prosinec 1794 – 18. květen 1800: Jeho císařská a královská Výsost František Leopold Habsbursko-Lotrinský, arcivévoda rakouský, princ toskánský, uherský a český etc.